# Izabela Križaj
Izabela Križaj (alb. Izabela Krizhaj; ur. 11 maja 2000) – słoweńska piłkarka pochodzenia albańskiego, członkini reprezentacji U-17, U-19 i seniorskiej.